# Halichoeres richmondi
Halichoeres richmondi là một loài cá biển thuộc chi Halichoeres trong họ Cá bàng chài. Loài này được mô tả lần đầu tiên vào năm 1928.

## Từ nguyên
Từ định danh richmondi được đặt theo tên của nhà điểu học Charles Wallace Richmond.

## Phạm vi phân bố và môi trường sống
Từ quần đảo Ryukyu (Nhật Bản), H. richmondi được phân bố trải dài về phía nam, băng qua khu vực Đông Nam Á đến các cụm đảo phía đông và nam Indonesia, về phía đông đến New Ireland (Papua New Guinea), quần đảo Solomon, Kwajalein (quần đảo Marshall), Palau, Chuuk và Pohnpei (Liên bang Micronesia) cũng như Tonga. Ở Việt Nam, H. richmondi được ghi nhận tại vịnh Nha Trang (Khánh Hòa).
H. richmondi sống trên các rạn san hô viền bờ và trong đầm phá, thường tập trung ở khu vực có sự phát triển phong phú của san hô mềm, độ sâu đến ít nhất là 20 m.

## Mô tả
H. richmondi có chiều dài cơ thể tối đa được ghi nhận là 19 cm. Cá đực có màu xanh lục (trừ vùng đầu là màu nâu cam) với những hàng sọc xanh lam óng dọc theo chiều dài cơ thể, kéo dài từ đầu đến cuống đuôi. Vây lưng và vây hậu môn có dải viền màu xanh ánh kim ở rìa. Dải viền xanh lam trên vây đuôi nằm gần rìa. Cá con và cá cái có màu sắc nhạt hơn cá đực và có thêm hai đốm đen (giữa vây lưng và trên cuống đuôi), trên thân có các dải sọc vàng và xanh lam xen kẽ. Mõm của H. richmondi (cá đực) nhọn hơn so với các loài cùng chi.
Số gai ở vây lưng: 9; Số tia vây ở vây lưng: 12; Số gai ở vây hậu môn: 3; Số tia vây ở vây hậu môn: 12; Số gai ở vây bụng: 1; Số tia vây ở vây bụng: 5.

## Sinh thái học
Thức ăn của H. richmondi có thể là các loài thủy sinh không xương sống. Chúng sống thành từng nhóm nhỏ.

## Thương mại
H. richmondi được đánh bắt trong các hoạt động buôn bán cá cảnh.